# Batman: The Enemy Within
Pour les articles homonymes, voir Batman (homonymie).
Batman: The Enemy Within (Batman : L'Ennemi intérieur en français) est un jeu vidéo d'aventure épisodique développé et édité par Telltale Games, sorti en 2017 sur Windows, Mac, PlayStation 4, Xbox One, Nintendo Switch, iOS et Android.
Le jeu fait suite à une première saison intitulée Batman: The Telltale Series dont le premier épisode paraît le 2 août 2016.

## Épisodes
- Épisode 1 : L'Énigme (sorti le 8 août 2017)
- Épisode 2 : Derrière le voile (sorti le 3 octobre 2017)
- Épisode 3 : Masque brisé (sorti le 21 novembre 2017)
- Épisode 4 : Scélérats de vaudeville (sorti le 23 janvier 2018)
- Épisode 5 : Qui rira le dernier ? (sorti le 27 mars 2018)

## Système de jeu
Batman: The Enemy Within est un jeu à choix multiples (à embranchements) dans lequel les actions choisis par le joueur modifie le courant de l'histoire. La narration diffère par la façon dont le joueur agit.

## Polémique
En octobre 2017, dans l'épisode 2, des utilisateurs repèrent qu'une image censée illustrer un braquage utilise une photo du corps de Andreï Karlov, ambassadeur de Russie en Turquie, assassiné en décembre 2016. Une mise à jour du jeu est rapidement soumise à validation par les développeurs.